# Апасево
Апасево (баш. Апас) — деревня в Краснокамском районе Республики Башкортостан Российской Федерации. Входит в состав Никольского сельсовета.

## География

### Географическое положение
Расстояние до:
- районного центра (Николо-Берёзовка): 33 км,
- центра сельсовета (Никольское): 2 км,
- ближайшей ж/д станции (Карманово): 17 км.

## Население
| 2002 | 2009 | 2010 |
| ---- | ---- | ---- |
| 78   | ↗122 | ↘111 |

Национальный состав
Согласно переписи 2002 года, преобладающая национальность — марийцы (96 %).